# De 17 punkterna
De 17 punkterna utgör råd eller handlingsprogram för hur kvinnoprästmotståndare i Svenska kyrkan bör agera vid gudstjänster och andra tillfällen där kvinnor framträder som präster.
De utarbetades av Kyrklig samling kring Bibeln och bekännelsen som följd av att Svenska kyrkan år 1958 införde möjligheten för kvinnor att bli och vara präster i Svenska kyrkan. Kyrklig samlings samarbetsråd väntade med att publicera råden tills det kom besked om att de första kvinnorna skulle prästvigas. De första kvinnoprästvigningarna skedde år 1960. Då gick Kyrklig samling ut med sina råd om hur bekännelsetrogna kristna kunde eller borde agera när de mötte präst som var kvinna. De 17 punkterna konkretiserade den sedan 1982 avskaffade samvetsklausulen som gav kvinnoprästmotståndare fortsatta möjligheter att aktivt verka i Svenska kyrkan (främst som präster).
För dem som (teologiskt genomarbetat och inte av slentrian) är emot att kvinnor skall kunna vara präster är det samvetsfråga, eftersom argumenteringen bygger på vad som enligt Bibeln är Herrens bud och att den som inte erkänner detta Herrens bud själv inte kommer att erkännas av Gud på domedagen (1 Kor 14:33–38 enligt Bibel 2000, med fotnoter. Se vidare artikeln "Ämbetsfrågan i Svenska kyrkan" och andra källor för ytterligare argument för och emot). Därför befarade Kyrklig samling desperata aktioner från motståndarnas sida och för att motverka detta sammanställde man sjutton råd (de sjutton punkterna) som syftade till att kvinnoprästmotståndarna skulle agera samfällt och med ordning och reda, i stället för att skapa oordning och överilade aktioner.
Dessa kom emellertid inte att tas emot av det svenska samhället i allmänhet så som Kyrklig samling hade tänkt sig det. Dess dåvarande ordförande biskop Bo Giertz förklarade att de 17 punkterna var att betrakta som råd, men den åtföljande mediestormen såg det som att en sittande biskop och dennes anhang gick till storms emot den av den socialdemokratiska regeringen påtryckta, och av kyrkomötet införda, ordningen och igångsatte planer för strid. Motståndarna, å sin sida, menade att kvinnoprästfrågan inte kan hanteras med demokratiska beslut, eftersom "man måste lyda Gud mer än människor".
De 17 punkterna börjar med förord. Sedan kommer det åtta punkter för hur bekännelsetrogna präster bör agera. Därpå följer det en nionde punkt som riktar sig till domkapitelsledamöter och sedan gäller punkterna 10–17 för människor i allmänhet (lekmän).

## De 17 punkterna sammanfattningsvis

### Punkterna 1-8 (ej citat)
Präster må icke delta vid prästvigning av kvinna. Därtill må de vägra tjänstgöra som präster tillsammans med präst som är kvinna och inte heller må de (som kyrkoherdar) tilldela henne arbetsuppgifter.
Den som konfirmerats av kvinnlig präst må ändå ha tillträde till nattvarden.
Kyrkobokföringen må antingen hanteras som tjänstemannamässig registrering (och då kunna genomföras oberoende av prästens kön) eller hanteras som att den måste vara religiöst riktig för att kunna registreras (då underlåter man att registrera kvinnoprästers förrättningar).

### Punkt 9 (ej citat)
Ledamot av domkapitlet måste motsätta sig att kvinna examineras för prästvigning. Han eller hon får inte medverka till att kvinnor anställs som präster (vilket är viktig del av domkapitlets arbete).

### Punkterna 10-17 (ej citat)
Alla människor bör helt utebli från gudstjänst ledd av kvinna, dock med möjligt undantag för närståendes dop, konfirmation, vigsel eller begravning. Däremot är det viktigt att man inte själv anlitar kvinnor som präster i något sammanhang över huvud taget.
Det anstår det kristna folket att kräva tillgång till rätteligen vigd präst.
Alla människor som innehar någon form av anställning eller ideellt uppdrag i kyrkan måste frånkänna kvinnan prästämbetet.
Bekännelsetrogna må stötta varandra för alla dem "som får lida förföljelse eller ekonomiskt avbräck för sin trohet mot Guds ord".